# 슈바르츠비어

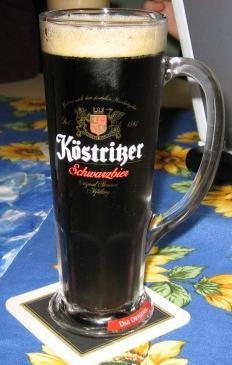
슈바르츠비어 브랜드 쾨슈트리처

슈바르츠비어(Schwarzbier)는 라거에서 생산되는 맥주의 스타일 중 하나이다. 독일의 바이에른 지방이 발상지로 알려져 있다.